# Cariclo (figlia di Cicreo)
Cariclo (in greco antico: Χαρικλώ?, Charikló) è un personaggio della mitologia greca.

## Genealogia
Figlia di Cicreo dell'isola di Salamina, sposò Scirone, da cui ebbe una figlia di nome Endeide.

## Mitologia
Il marito Scirone era un crudele rapinatore che viveva tra le rocce sopra al mare vicino alla città di Megara.
In alcune traduzioni degli scritti di Plutarco questo personaggio è stato confuso con una omonima Cariclo, che fu moglie del centauro Chirone (che non è rapinatore Scirone).